# حسین‌آبادقلعه
حسین‌آبادقلعه، روستایی از توابع بخش مرکزی شهرستان میاندوآب در استان آذربایجان غربی ایران است.

## جمعیت
این روستا در دهستان زرینه‌رود جنوبی قرار دارد و براساس سرشماری مرکز آمار ایران در سال ۱۳۸۵، جمعیت آن ۲۲۴ نفر (۴۸ خانوار) بوده‌است.